# 1937 في الولايات المتحدة
فيما يلي قوائم الأحداث التي وقعت خلال عام 1937 في الولايات المتحدة.

## أحداث
- 12 يناير – طيران ويسترن السريع - حادث طائرة بينيتوس بيك
- 6 مايو – حادث تحطم هيندنبورغ

## سياسة

### تعيين في المنصب
- 1 يناير – جورج ايفان هاول Referee in Bankruptcy [الإنجليزية]‏.
- 1 يناير – فرانك ميرفي حاكم ميشيغان [الإنجليزية]‏.
- 3 يناير – هنري ستيلس بريدجس عضو مجلس الشيوخ الأمريكي.
- 3 يناير – هنري كابوت لودج الابن عضو مجلس الشيوخ الأمريكي.
- 5 يناير – فريدريك بريستون كون حاكم ولاية فلوريدا [الإنجليزية]‏.
- 7 يناير – جورج آيكن حاكم فيرمونت [الإنجليزية]‏.
- 7 يناير – كلايد رورك هوي حاكم كارولينا الشمالية [الإنجليزية]‏.
- 14 يناير – نيلسون جورج كراسكيل حاكم أيوا [الإنجليزية]‏.
- 18 يناير – هومر آدمز هولت حاكم فرجينيا الغربية  [لغات أخرى]‏.
- 10 أبريل – ليندون جونسون عضو مجلس النواب الأمريكي.

### انتهاء فترة المنصب
- 1 يناير – جورج آيكن Lieutenant Governor of Vermont [الإنجليزية]‏.
- 4 يناير – وليام إلمر هولت حاكم مونتانا [الإنجليزية]‏.
- 5 يناير – توماس ماثيو بيري حاكم داكوتا الجنوبية [الإنجليزية]‏.
- 19 أغسطس – هوغو بلاك عضو مجلس الشيوخ الأمريكي.

## أفلام
من الأفلام التي صدرت هذه السنة في الولايات المتحدة:
- 1 يناير – الأرض الطيبة من إخراج سيدني فرانكلين، فيكتور فليمنغ، Gustav Machatý [الإنجليزية]‏.
- 1 يناير – الأفق المفقود من إخراج أندرو مارتون، فرانك كابرا.
- 1 يناير – الحقيقة البشعة من إخراج ليو مكاري.
- 1 يناير – النهاية الميتة من إخراج ويليام وايلر.
- 1 يناير – إعصار من إخراج جون فورد، ستيوارت هايسلر.
- 1 يناير – حياة إميل زولا من إخراج وليام ديتيرلي.
- 1 يناير – زواج وايكيكي من إخراج Frank Tuttle [الإنجليزية]‏.
- 1 يناير – طريق الخروج من الغرب من إخراج جيمس دبليو. هورن.
- 1 يناير – في شيكاغو القديمة من إخراج روبرت د. ويب، هنري كينغ.
- 1 يناير – قباطنة شجعان من إخراج فيكتور فليمنغ.
- 1 يناير – مائة رجل وفتاة من إخراج هنري كوستر.
- 1 يناير – مولد نجم من إخراج ويليام آيه. ويلمان.
- 7 أكتوبر – باب المسرح من إخراج Gregory La Cava [الإنجليزية]‏.

## كتب
من الكتب التي صدرت هذه السنة في الولايات المتحدة:
- 1 يناير – أن تملك وألا تملك من تأليف إرنست همينغوي.
- 1 يناير – الشيء على العتبة من تأليف هوارد فيليبس لافكرافت.
- 1 يناير – المهر الأحمر من تأليف جون ستاينبيك.
- 1 يناير – فئران ورجال من تأليف جون ستاينبيك.
- 1 يناير – فكر تصبح غنيا من تأليف نابليون هيل.

## مواليد

### يناير
- 1 يناير – إدي جونز ممثل أمريكي.
- 1 يناير – باربارا جولدسميث صحفية أمريكية.
- 1 يناير – بول رامون ماتيا سياسي أمريكي.
- 1 يناير – روبرت إيزنمان
- 14 يناير – ليو كادانوف فيزيائي أمريكي.[1]
- 16 يناير – فرنسيس جورج[2]
- 18 يناير – ديك دوروك ممثل أمريكي.
- 19 يناير – جوزيف ناي[3]
- 20 يناير – بيلي هاول لاعب كرة سلة أمريكي.
- 31 يناير – سوزان بليشيت ممثلة أمريكية.[4]
- 31 يناير – غريغوري رايت كارمان سياسي أمريكي.
- 31 يناير – فيليب غلاس ملحن أمريكي.[5]

### فبراير
- 5 فبراير – ستيوارت دامون ممثل أمريكي.[6]
- 19 فبراير – ديفيد مارغوليز ممثل أمريكي.[7]
- 20 فبراير – نانسي ويلسون مغنية أمريكية.[8]
- 21 فبراير – جاك بينيون لاعب بوكر من الولايات المتحدة الأمريكية.

### مارس
- 1 مارس – جيري باتريك هيمينغ رائد أعمال من الولايات المتحدة الأمريكية.
- 3 مارس – بوبي دريسكول[9]
- 12 مارس – جون ريختر لاعب كرة سلة أمريكي.
- 18 مارس – جون جي. يوسوك[10]
- 18 مارس – مارك دونوهيو[11]
- 20 مارس – جيري ريد[12]
- 23 مارس – توني بيرتون ممثل أمريكي.[13]
- 23 مارس – روبرت غالو[14]
- 26 مارس – وين إمبري لاعب كرة سلة أمريكي.[15]
- 28 أكتوبر – مارسيان هوف
- 30 مارس – وارن بيتي[16]

### أبريل
- 1 أبريل – جوردان شارني[17]
- 5 أبريل – كولن باول سياسي أمريكي.[18]
- 5 أبريل – ماريان ترامب باري
- 6 أبريل – بيلي دي ويليامز[19]
- 6 أبريل – ميرل هاغارد[20]
- 8 أبريل – سيمور هيرش صحفي أمريكي.[21]
- 14 أبريل – ليو بيرد لاعب كرة سلة أمريكي.
- 16 أبريل – ديف جامبي لاعب كرة سلة أمريكي.
- 18 أبريل – إد باريش ساندرز[22]
- 20 أبريل – جورج تاكي ممثل وكاتب أمريكي.[23]
- 22 أبريل – جاك نيكلسون ممثل أمريكي.[24]
- 26 أبريل – بوب بوزر لاعب كرة سلة من الولايات المتحدة الأمريكية.[25]
- 27 أبريل – ساندرا دنيس[26]
- 29 أبريل – دونالد آرثر[27]

### مايو
- 6 مايو – روبن كارتر ملاكم من الولايات المتحدة الأمريكية.[28]
- 8 مايو – توماس بينشون روائي أمريكي.[29]
- 9 مايو – برنت دالريمبل[30]
- 12 مايو – بومبر تورموهلين
- 12 مايو – جورج كارلين[31]
- 16 مايو – أنتوني سيدي لاعب شطرنج من الولايات المتحدة الأمريكية.
- 16 مايو – إيفون كريغ[32]
- 16 مايو – جيم هنت سياسي أمريكي.[33]
- 17 مايو – هازل آر أوليري سياسية أمريكية.[34]
- 30 مايو – كراوفورد هنري لاعب كرة مضرب أمريكي.
- 31 مايو – بوب فيري[35]

### يونيو
- 1 يونيو – مورغان فريمان[36]
- 2 يونيو – سالي كيلرمان[37]
- 4 يونيو – غوريلا مونسون[38]
- 8 يونيو – بروس مكاندلس رائد فضاء أمريكي.[39]
- 8 يونيو – توني هاربر مغنية أمريكية.
- 11 يونيو – تشاد إيفرت ممثل أمريكي.[40]
- 11 يونيو – جوني براون ممثل أمريكي.[41]
- 15 يونيو – كورتيس كوكس ملاكم من الولايات المتحدة الأمريكية.
- 15 يونيو – وليام روبرت غراهام[42]
- 16 يونيو – إيريك سيغال كاتب أمريكي.[43]
- 17 يونيو – آرثر شميدت محرر أفلام أمريكي.
- 18 يونيو – جاي روكفلر سياسي أمريكي.[44]
- 18 يونيو – ديل هاريس
- 26 يونيو – روبرت ريتشاردسون فيزيائي أمريكي.[45]
- 27 يونيو – جوزيف ألن رائد فضاء أمريكي.[46]
- 28 يونيو – ريتشارد برايت ممثل أمريكي.[47]

### يوليو
- 2 يوليو – ريتشارد بيتي سياسي أمريكي.[48]
- 6 يوليو – نيد بيتي ممثل أمريكي.[49]
- 12 يوليو – بيل كوسبي[50]
- 12 يوليو – روبرت ماكفرلين ضابط من الولايات المتحدة الأمريكية.[51]
- 13 يوليو – كال رمزي لاعب كرة سلة أمريكي.
- 18 يوليو – هانتر طومسون[52]
- 19 يوليو – ريتشارد جوردن[53]
- 22 يوليو – ديف غانثر
- 22 يوليو – سام ستيث لاعب كرة سلة من الولايات المتحدة الأمريكية.
- 25 يوليو – تود آرمسترونغ ممثل أمريكي.[54]
- 27 يوليو – دون غالواي ممثل أمريكي.[55]
- 29 يوليو – دانييل مكفادين اقتصادي أمريكي.[56]

### أغسطس
- 1 أغسطس – آل داماتو سياسي أمريكي.[57]
- 1 أغسطس – جو بوكهالتر لاعب كرة سلة أمريكي.
- 3 أغسطس – رولاند بوريس سياسي أمريكي.[58]
- 7 أغسطس – ماجيك سليم عازف قيثارة من الولايات المتحدة الأمريكية.[59]
- 8 أغسطس – داستين هوفمان ممثل أمريكي.[60]
- 14 أغسطس – ونستون لورد دبلوماسي أمريكي.
- 21 أغسطس – تشاك تراينور
- 24 أغسطس – بوب أنديريغ لاعب كرة سلة أمريكي.

### سبتمبر
- 5 سبتمبر – وليام ديفين[61]
- 10 سبتمبر – جارد دايموند[62]
- 11 سبتمبر – روبرت كريبن رائد فضاء أمريكي.
- 13 سبتمبر – جين غواريليا لاعب كرة سلة أمريكي.[63]
- 13 سبتمبر – ساندرا ماكي كاتبة من الولايات المتحدة الأمريكية.
- 15 سبتمبر – جوردون إنجلاند سياسي أمريكي.
- 15 سبتمبر – روبرت لوكاس جونيور عالم اقتصاد أمريكي.[64]
- 25 سبتمبر – جوردون رسل سوليفان[65]
- 25 سبتمبر – ماري ألين ويلكيس

### أكتوبر
- 3 أكتوبر – جون ماكلويد مدرب كرة سلة من الولايات المتحدة الأمريكية.
- 4 أكتوبر – لي باتريك براون سياسي أمريكي.
- 16 أكتوبر – توني أنثوني ممثل، مخرج وكاتب سيناريو أمريكي.
- 20 أكتوبر – واندا جاكسون[66]
- 28 أكتوبر – جورج باك فلاور ممثل ومخرج أمريكي.[67]
- 28 أكتوبر – ليني ويلكنز[68]
- 28 أكتوبر – مارسيان هوف
- 31 أكتوبر – توم باكستون[69]

### نوفمبر
- 10 نوفمبر – ألبرت هال ممثل أمريكي.[70]
- 10 نوفمبر – ريتشارد برادفورد ممثل أمريكي.[71]
- 11 نوفمبر – رودي لاروسو لاعب كرة سلة أمريكي.[72]
- 12 نوفمبر – جاك بيتس
- 12 نوفمبر – ريتشارد هاريسون ترولي رائد فضاء أمريكي.
- 21 نوفمبر – مارلو توماس[73]
- 23 نوفمبر – ريتشي أدوباتو
- 28 نوفمبر – ويلبر روس[74]

### ديسمبر
- 3 ديسمبر – بوبي أليسون
- 4 ديسمبر – وليام لومباردي[75]
- 8 ديسمبر – جيمس ماكارثر ممثل أمريكي.[76]
- 9 ديسمبر – بورك بيرنز ممثل أمريكي.[77]
- 10 ديسمبر – جيمس إيفان أوسمان
- 17 ديسمبر – كالفين والر
- 19 ديسمبر – باري مازور رياضياتي أمريكي.
- 21 ديسمبر – جين فوندا[78]
- 21 ديسمبر – لورانس روبرتس[79]
- 22 ديسمبر – آرثر جافي[80]
- 25 ديسمبر – لوني هامارغرن سياسي من الولايات المتحدة الأمريكية.
- 27 ديسمبر – دالي راسيل[81]
- 28 ديسمبر – جين سكوت لاعب كرة مضرب من الولايات المتحدة.

## وفيات

### يناير
- 2 يناير – روس ألكسندر (مواليد 1907)[82]
- 17 يناير – روبرت دافيس كاري (مواليد 1878) سياسي أمريكي.[83]

### فبراير
- 2 فبراير – ماري هانفورد فورد (مواليد 1856)[84]
- 7 فبراير – إليهو روت (مواليد 1845) سياسي أمريكي.[85]

### مارس
- 6 مارس – آنا لوفلين (مواليد 1885) ممثلة من الولايات المتحدة الأمريكية.[86]
- 6 مارس – جون إليس مارتينو (مواليد 1873) سياسي أمريكي.[87]
- 15 مارس – هوارد فيليبس لافكرافت (مواليد 1890)[88]
- 17 مارس – جاي فرانك غليندون (مواليد 1886) ممثل من الولايات المتحدة الأمريكية.[89]
- 21 مارس – إدوين سيدني ستيوارت (مواليد 1853) سياسي أمريكي.[90]

### أبريل
- 10 أبريل – رالف إنس (مواليد 1887)[91]
- 19 أبريل – ويليام مورتن ويلر (مواليد 1865)[92]
- 28 أبريل – جيمس سبور (مواليد 1885) ضابط من الولايات المتحدة الأمريكية.
- 29 أبريل – والاس هيوم كاروثرز (مواليد 1896)[93]
- 29 أبريل – ويليام جيليت (مواليد 1863)

### مايو
- 9 مايو – هاري ستيوارت نيو (مواليد 1858) سياسي أمريكي.[94]
- 11 مايو – إلين هانسل (مواليد 1869) لاعبة كرة مضرب من الولايات المتحدة.
- 12 مايو – صامويل ألكساندر كينير ويلسون (مواليد 1878) طبيب أعصاب بريطاني.[95]
- 23 مايو – جون دافيسون روكفلر (مواليد 1839)[96]
- 27 مايو – فريدريك يوجين ايفيس (مواليد 1856)[97]

### يونيو
- 7 يونيو – جين هارلو (مواليد 1911)[98]
- 24 يونيو – جون دبليو فيشبورن (مواليد 1868) سياسي أمريكي.[99]
- 29 يونيو – كلارنس كلارك (مواليد 1859) لاعب كرة مضرب أمريكي.

### يوليو
- 3 يوليو – جاكوب شيك (مواليد 1877)[100]
- 11 يوليو – جورج غيرشوين (مواليد 1898)[101]
- 18 يوليو – تشيستر آلان آرثر الثاني (مواليد 1864)[102]

### أغسطس
- 11 أغسطس – إديث وارتون (مواليد 1862)[103]
- 20 أغسطس – مورتون د هال (مواليد 1867) سياسي أمريكي.
- 26 أغسطس – أندرو ويليام ميلون (مواليد 1855)[104]

### سبتمبر
- 1 سبتمبر – هاري مكوي (مواليد 1889) ممثل أمريكي.
- 5 سبتمبر – ديفيد هيندريكس بيرغي (مواليد 1860)[105]
- 15 سبتمبر – جون بريستون بوكانان (مواليد 1888) سياسي من الولايات المتحدة الأمريكية.
- 29 سبتمبر – راي يوري (مواليد 1873) منافِس أوليمبي من الولايات المتحدة الأمريكية.[106]

### أكتوبر
- 11 أكتوبر – أوغدن إل ميلز (مواليد 1884) سياسي أمريكي.[107]

### نوفمبر
- 20 نوفمبر – هارولد هاكيت (مواليد 1878) لاعب كرة مضرب من الولايات المتحدة.[108]
- 24 نوفمبر – ألبرت س بورليسون (مواليد 1863) سياسي أمريكي.[109]

### ديسمبر
- 21 ديسمبر – فرانك بيلينجز كيلوج (مواليد 1856) سياسي أمريكي.[110]
- 29 ديسمبر – جون تي ديلون (مواليد 1876) ممثل من الولايات المتحدة الأمريكية.